# Referendum consultivo in Venezuela del 2023

Mappa del Venezuela, compresa la rivendicazione della Guayana Esequiba

Il referendum consultivo venezuelano del 2023 è un referendum di carattere consultivo che si è svolto il 3 dicembre 2023. Il referendum è stato approvato dall'Assemblea nazionale venezuelana, sotto la guida del presidente Nicolás Maduro, per conoscere il parere della popolazione venezuelana sulla questione della Guayana Esequiba, un territorio rivendicato dal Venezuela ma attualmente governato e riconosciuto a livello internazionale come parte della Repubblica Cooperativa di Guyana.

## Quesiti referendari
Il referendum era composto da cinque quesiti, approvati il 23 ottobre 2023 dal Consiglio Nazionale Elettorale e il successivo 1º novembre dalla Camera Costituzionale della Corte Suprema di Giustizia del Venezuela.

### I quesito
La domanda fa riferimento a un lodo, cioè una sentenza di arbitrato internazionale, emesso da un tribunale arbitrale istituito a Parigi il 3 ottobre del 1899. Questo tribunale è stato istituito da un accordo internazionale fra gli Stati Uniti, che attuavano in rappresentanza del Venezuela, e Regno Unito, che all'epoca governava l'attuale territorio guyanese come la colonia della Guyana britannica, per risolvere la crisi venezuelana del 1895.
| Sì              | 10 315 485 | 98,00 |  |  |  |  |  |  |
| No              | 210 329    | 2,00  |  |  |  |  |  |  |
| Totale          | 10 525 814 | 100   |  |  |  |  |  |  |
|                 |            |       |  |  |  |  |  |  |
| Voti non validi | 29 278     | 0,28  |  |  |  |  |  |  |
| Votanti         | 10 555 092 |       |  |  |  |  |  |  |

### II quesito
L'Accordo di Ginevra del 1966 è un trattato in vigore fra Venezuela e Guyana nel quale si delineavano i passi per raggiungere la risoluzione della disputa territoriale.
| Sì              | 10 322 718 | 98,27 |  |  |  |  |  |  |
| No              | 181 725    | 1,73  |  |  |  |  |  |  |
| Totale          | 10 504 443 | 100   |  |  |  |  |  |  |
|                 |            |       |  |  |  |  |  |  |
| Voti non validi | 50 649     | 0,48  |  |  |  |  |  |  |
| Votanti         | 10 555 092 |       |  |  |  |  |  |  |

### III quesito
| Sì              | 10 132 099 | 98,24 |  |  |  |  |  |  |
| No              | 181 725    | 1,76  |  |  |  |  |  |  |
| Totale          | 10 313 824 | 100   |  |  |  |  |  |  |
|                 |            |       |  |  |  |  |  |  |
| Voti non validi | 50 649     | 0,49  |  |  |  |  |  |  |
| Votanti         | 10 364 473 |       |  |  |  |  |  |  |

### IV quesito
| Sì              | 10 134 189 | 96,37 |  |  |  |  |  |  |
| No              | 381 770    | 3,63  |  |  |  |  |  |  |
| Totale          | 10 515 959 | 100   |  |  |  |  |  |  |
|                 |            |       |  |  |  |  |  |  |
| Voti non validi | 39 133     | 0,37  |  |  |  |  |  |  |
| Votanti         | 10 555 092 |       |  |  |  |  |  |  |

### V quesito
| Sì              | 10 070 255 | 96,37 |  |  |  |  |  |  |
| No              | 379 397    | 3,63  |  |  |  |  |  |  |
| Totale          | 10 449 652 | 100   |  |  |  |  |  |  |
|                 |            |       |  |  |  |  |  |  |
| Voti non validi | 105 440    | 1,00  |  |  |  |  |  |  |
| Votanti         | 10 555 092 |       |  |  |  |  |  |  |

## Reazioni
La decisione di indire tale referendum ha generato ampia preoccupazione e critiche sul piano internazionale. Il governo guyanese ha condannato il referendum e i quesiti proposti, richiedendo l'intervento della Corte internazionale di giustizia contro il Venezuela. Anche la Segretaria Generale del Commonwealth delle nazioni, Patricia Scotland, ha condannato il referendum e manifestato il sostegno dell'associazione all'integrità territoriale della Guyana, sostegno espresso anche dalla Comunità Caraibica che ha anche chiesto di "attenersi al diritto internazionale". L'Organizzazione degli Stati Americani ha condannato il referendum, considerandolo "illegale secondo l'Accordo di Ginevra del 1966".